# Jean Saint-Gaudens
Pour les articles homonymes, voir Saint-Gaudens (homonymie).
Jean Saint-Gaudens est un homme politique français né le 30 septembre 1799 à Saint-Palais (Pyrénées-Atlantiques) et décédé le 10 décembre 1875 à Saint-Palais.

## Biographie
Avocat à Saint-Palais, il est un opposant à la Monarchie de Juillet. En février 1848, il est sous commissaire du gouvernement provisoire à Orthez. Il est député des Basses-Pyrénées de 1848 à 1849.